# تاریخ بیست‌ساله ایران
تاریخ بیست‌سالهٔ ایران اثری است هشت‌جلدی به نگارش و نویسندگی (و تحقیق) حسین مکی. این اثر از بسیاری از جهات یک اثر منحصر به فرد محسوب می‌گردد. برای نخستین بار در طول تاریخ معاصر ایران، نگارش و نشر یک اثر، بیش از چهل سال به طول انجامیده‌ است. این اثر که بخش‌هایی از مجلد نخست آن در سال ۱۳۲۱ در روزنامه مهر ایران منتشر می‌شده، سرانجام در سال ۱۳۶۴ (مجموعاً چهل و سه سال) به چاپ جلد نهایی (جلد هشتم) رسیده‌ است.
برخلاف نام کتاب، این اثر به شرح وقایع ۱۲۹۹ تا ۱۳۲۳ (بیست و چهار سال) می‌پردازد. برخی معتقدند که کتاب‌های زندگانی سیاسی سلطان احمدشاه و نفت و نطق مکی (هر دو به قلم همین نویسنده) را نیز می‌توان به عنوان مقدمه و مؤخرهٔ تاریخ بیست‌سالهٔ ایران در نظر گرفت.
در خصوص این کتاب، مقالات مختلفی توسط نویسندگان داخلی و خارجی معاصر نگاشته شده و اسناد گزارش‌ها و گزارش‌های زیادی هم در ساواک و تأمینات تهیه گردیده‌ است. از نقاط قوت این کتاب می‌توان به نحوهٔ استدلال و منابع قوی که در این کتاب استفاده شده و نیز به نثر افشاگرانهٔ مکی در نگارش آن اشاره نمود. همچنین ضعف در ارجاع به منابع و مستندسازی (علی‌رغم آن‌که هنوز مطلب اشتباهی در آن یافت نشده است) و همچنین لحن جانبدارانهٔ آن به لحاظ آن‌که مکی خود به عنوان نمایندهٔ مجلس مخالف نقشی در جریانات داشته‌ است، از نقاط ضعف کتاب به‌شمار می‌آیند.
این کتاب بارها توسط انتشارات امیرکبیر، انتشارات ایران، انتشارات علمی و نشر ناشر چاپ و تجدید چاپ شده‌است.